# Adam Misijuk
Adam Misijuk (ur. 24 maja 1973) – polski duchowny prawosławny, ksiądz mitrat Polskiego Autokefalicznego Kościoła Prawosławnego.

## Życiorys
Pochodzi z Podlasia. W 1993 ukończył Prawosławne Seminarium Duchowne, zaś w 1997 studia na Chrześcijańskiej Akademii Teologicznej w Warszawie. Święcenia kapłańskie przyjął 22 maja 1998 i następnie decyzją metropolity warszawskiego i całej Polski Sawy został skierowany do pracy duszpasterskiej w parafii św. Jana Klimaka w Warszawie jako duszpasterz dzieci i młodzieży z rodzin dysfunkcyjnych. Ks. Misijuk współpracuje z Instytutem Głuchoniemych w Warszawie oraz z Ośrodkiem Szkolno-Wychowawczym dla dzieci Słabosłyszących. 25 lutego 2017 dekretem metropolity warszawskiego i całej Polski Sawy został powołany na proboszcza parafii św. Jana Klimaka w Warszawie. Od 1999 jest także wykładowcą historii Kościoła powszechnego i historii Kościołów autokefalicznych w Wyższym Seminarium Duchownym w Warszawie.
W 2011 uzyskał stopień naukowy doktora nauk teologicznych; specjalność teologia pasterska na Wydziale Teologicznym Chrześcijańskiej Akademii Teologicznej w Warszawie na podstawie rozprawy pt. Prawosławna posługa duszpasterska wśród młodzieży ze szczególnym uwzględnieniem środowisk patologicznych (studium ankietowe).
W 2014 ks. Adam Misijuk został laureatem Nagrody Organizacji Charytatywnych ELEOS Polskiego Autokefalicznego Kościoła Prawosławnego „Dłonie Miłosierdzia” za szerzenie idei miłosierdzia i wspieranie działań charytatywnych. W 2019 r. został nagrodzony mitrą.